# Кошовий Степан Львович
Степан Львович Кошовий (17 квітня 1921, Петриківка — 16 грудня 1977, Київ) — український радянський живописець, пейзажист, заслужений діяч мистецтв УРСР.

## Біографія
Народився 17 квітня 1921 року в селі Петриківці (нині селище міського типу Петриківського району Дніпропетровської області). Учасник німецько-радянської війни.
В 1950 році закінчив Київський художній інститут, де вчився у К. Єлеви, Г. Світлицького, В. Костецького та І. Штільмана. 
Брав участь у республіканських (1951 рік), всесоюзних (1950 рік)  та зарубіжних виставках (1955 рік). 

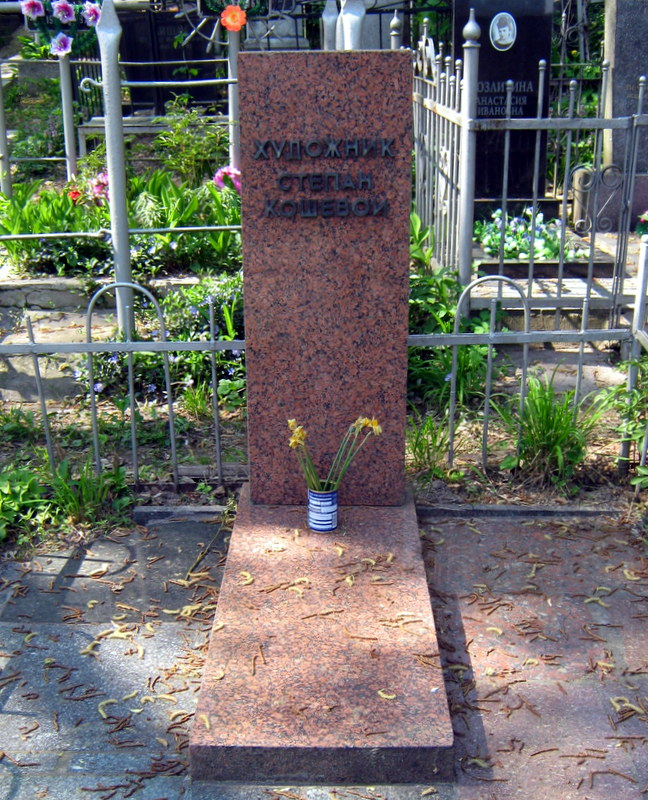
Могила Степана Кошового

Жив і працював в Києві. Помер 16 грудня 1977 року. 
Похований в Києві на Байковому кладовищі.

## Відзнаки
Заслужений діяч мистецтв УРСР (з 1972 року). Нагороджений медалями та Грамотою Президії Верховної Ради УРСР.

## Творчість
Твори:
- «Оранка» (1950);
- «Озимина» (1957);
- «Колгоспна Київщина» (1961);
- «Літо» (1964);
- «Тут стояли на смерть» (1965);
- «Рідна земля» (1967);
- «Дніпрові простори» (1967);
- «Сади цвітуть» (1969);
- «Канівські кручі» (1970);
- «Розквітла весна» (1971).